# Marisa Fracci

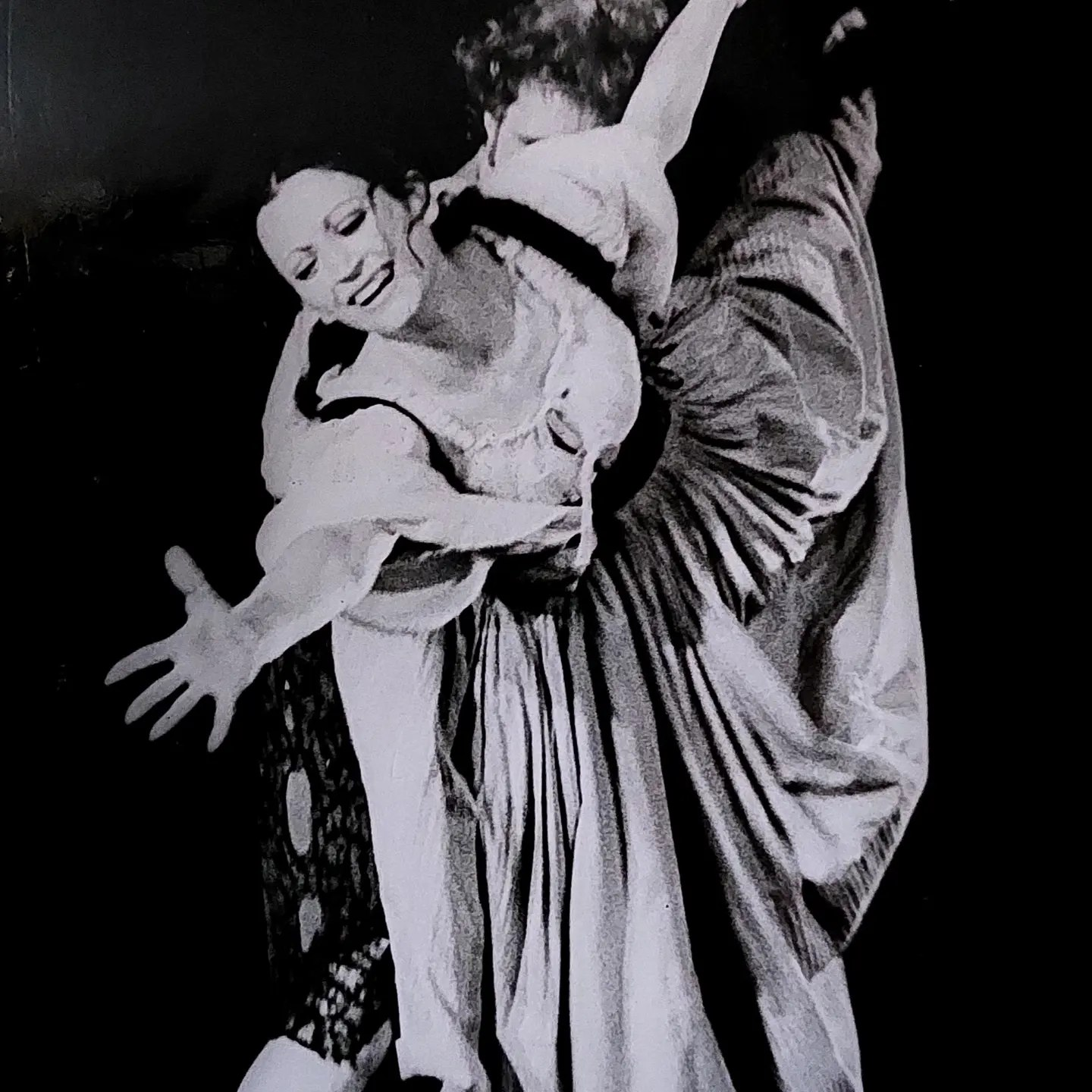
Marisa Fracci in Mila di Codro, 1974

Maria Luisa Fracci, detta Marisa (Milano, 5 aprile 1942), è una ballerina italiana.

## Biografia
Ha iniziato a lavorare nei balletti delle opere all'Arena di Verona, al Teatro La Fenice di Venezia, al Teatro Carlo Felice di Genova, al Teatro Massimo di Palermo, con le coreografie di Luciana Novaro e Teresa Legnani.
Per la televisione ha partecipato alle trasmissioni Rai Il signore di mezza età (1963), La prova del nove (1965-1966), Studio Uno (1961-1966), Lei non si preoccupi (1967), Il tappabuchi (1967), Partitissima (1967), Milleluci (1974), Canzonissima, Giandomenico Fracchia - Sogni proibiti di uno di noi, miniserie televisiva (1975), Bambole non c'è una lira, Noi...no! (1977), Macario più (1978), La granduchessa e i camerieri (1978), Giochiamo al varieté (1980), Studio 80, lavorando con numerosi coreografi, tra i quali Gisa Geert, Hermes Pan, Gino Landi, Don Lurio, Umberto Pergola, Franco Miseria e Gianni Brezza.
Ha intrapreso un lungo sodalizio artistico lavorando nelle commedie di Garinei e Giovannini, partecipando ad Alleluja, brava gente, Ciao, Rudy, Aggiungi un posto a tavola, Rugantino.
Numerose sono state anche le partecipazioni nelle operette a Trieste, con Sandro Massimini: La vedova allegra, Al cavallino bianco, Cin Ci La, La principessa della ciarda.
Nel 1980 ha partecipato al musical Applause, prodotto ed interpretato da Rossella Falk. 
Con le regie di Beppe Menegatti ha partecipato a numerose produzioni di balletto, interpretate dalla sorella Carla, come Pavane pour une infante défunte, Romeo e Giulietta, con le coreografie di Loris Gai e John Cranko, Romeo e Giulietta Suite, con le coreografie di Loris Gai, nei ruoli della nutrice di Giulietta o di Madonna Capuleti, Giselle, nel ruolo della madre, Le due gemelle, Mirandolina, Cenerentola, Il lago dei cigni, con le coreografie di Loris Gai, Medea, quattro eventi per Medea, Francesca da Rimini, con coreografie di Gianfranco Paoluzi, Eleonora Duse. Souvenir di Giulietta, con la debuttante Eleonora Abbagnato, Erodiade ed il Cantico dei Cantici, con coreografia di Jeffrey Coley, Filumena Marturano, coreografia di Luc Bouy, La muta di Portici e l'eccidio di Pietrarsa, coreografie di Luc Bouy, Per Elisabeth, sogno di una notte di tarda estate, coreografie di Paul Chalmer, Traviata, Dramma della signora Verdi.

### Vita privata
Figlia di Luigi Fracci, sergente maggiore degli alpini in Russia che, dopo la fine della guerra, divenne tranviere dell'Atm di Milano, e Santa Laura Rocca (detta Santina); sorella di Carla Fracci, , ha seguito i corsi di danza presso la scuola di ballo del Teatro alla Scala.
Sposata con l'architetto Renzo Gronchi, costumista, scenografo e arredatore, la figlia, Barbara Gronchi, è una organizzatrice teatrale.